# Семантика
По широј дефиницији, семантика (реч потиче од грчког σημαντικός = значајан изведено од семеион, знак) је наука која изучава значење речи. Семантика је контрастна са другим аспектима смисленог израза, посебно синтаксом, конструкцијом сложених знакова из једноставнијих, и прагматиком, практичном употребом знакова од стране агената или заједница у сврху интерпретације појединих околности или контекста. По уобичајеној конвенцији по којој се проучавање или теорија назива именом субјекта који се проучава, семантика такође може да означава теоретско проучавање значења у системима или знаковима. Иако терминологија варира, писци на подручју значења генерално прихватају две врсте значења које израз може садржати: (1) релацију коју знак има са објектима и објектним ситуацијама, стварним или могућим, те (2) релацију коју знак има у односу на друге знакове, посебно врсту менталних знакова који се схватају као концепти
Већина теоретичара реферира на релацију између знака и његових објеката, који увек укључује неки начин објективне референце, као на његову денотацију. Неки теоретичари реферирају на релацију између знакова који служе у практичној интерпретацији као на његову конотацију, иако постоје многа разилажења у мишљењима и разлике у теоријама у овом случају. Многи теоретичари, потогово у пољу формалне семантике, прагматских и семиотичких традиција, ограничавају примјену семантике на денотативни аспект, користећи друге називе или потпуно игноришући конотативни аспект.
Семантика се разликује од онтологије (науке о егзистенцији) јер више говори о употреби речи него о значењу онога на шта реч упућује. Ово се огледа у аргументу „То је само семантика“, када неко покушава на основу онога што је истинито о речи извести закључак о томе шта је истина о свету. Могуће је идентификовати још неколико значења речи семантика:

## У лингвистици
Семантика је део лингвистике која се традиционално дефинише као наука о значењу речи, фраза, реченица, и текстова (било целих или њихових делова). Семантици се може приступити теоријски и емпиријски (нпр. психолингвистика). Декомпозиционо гледиште о значењу каже да значење речи може да се анализира атомистички, тако што ће се дефинисати њени подлежни саставни делови, тзв. примати. На овом гледишту заснован је језик мисли. Једно од предмета науке о значењу су сложенице, као и многобројни лингвистички изрази (хомонимија, синонимија, антонимија, полисемија, паронимија, хипернимија, хипонимија, меронимија, метонимија, холонимија, егзоцентричност, и ендоцентричност). Семантика обухвата и изучавање тематских улога, структуре аргумената, и њихову везу са синтаксом. Семантика се такође бави значењем и референцом, истинитим условом и анализом дискурса. Прагматика се често сматра дијелом семантике.

### Динамички обрат у семантици
Овај традиционални поглед на семантику, као коначно значење инхерентно лексичкој јединки које може бити састављено у формулацији значења већих дискурсних конструката, предмет је жестоке дискусије у ничућем домену когнитивне лингвистике, те такође у нефодорском кампу у филозофији језика. Изазов је мотивисан:
- Унутрашњим факторима језика, као што је проблем разрешавања индексикалитета или анафоре (нпр. овај X, њему, прошла недеља). У овим ситуацијама „контексти” служе као улаз, али интерпретирани израз такође модификује значење, те је такође излаз. Стога је интерпретирање нужно динамичке природе и на значење реченица се гледа као на могућност промене контекста уместо пропозиције.
- Спољним факторима језика, тј. језик није скуп ознака које су додељене стварима, већ „скуп алата, важност чијих елемената лежи више у начину њихова функционисања, него у њиховој повезаношћу са стварима.”[3] Овај поглед одражава каснију позицију Витгенштајнa и његовог познатог примера игре, и везан је на позиције Квајна. Дејвидсона и других.

Конкретан пример претходног феномена јесте семантичка подспецификација - значења нису потпуна без неких елемената контекста. Узимајући на пример једну реч, „црвена”, њено значење у фрази попут црвена књига слично је у многим другим упорабама и може се шватити као градивно. С друге стране, боје имплициране у фразама попут „црвено вино” (јако тамна) и „црвена коса” (бакарна) или „црвена земља” или „црвена кожа” - су врло различите. Заиста, ове боје су изворни говорници не би назвали „црвенима”. Ове инстанце нису у сукобу, тако да је „црвено вино” тако названо само у поређењу са другим врстама вина (које такође није „бело” из истог разлога). Ово гледиште вуче корене још од де Сосира:
Сваки скуп синонима попут redouter ('стрепити'), craindre ('страховати'), avoir peur ('бојати се') има појединачну вредност само зато што стоје у међусобном сучељавању. Ниједна реч нема значење које се може идентификовати независно од онога у близини. и може ићи све до ранијих индијских погледа на језик, посебно Нјаја погледа на речи као индикатора, а не носитеља значења.
Покушај брањења система заснованог на пропозицијском значењу семантичке подспецификације се може пронаћи у моделу генеративног лексикона Џејмса Пустејовког, који проширује контекстуалне операције (засноване на посмицању типова) у лексикон. Стога су значења генерирана у лету зависно од коначног контекста.

### Теорија прототипова
Други скуп концепата везан за неизразитост семантике је заснован на прототиповима. Рад Еленор Роше и Џорџа Лакофа 1970-их је водио ка погледу да природне категорије нису описиве у терминима нужности и довољности, већ су ступњеване (неизразите на границама) и неконзистентне у односу на своје конституенте.
Систем категорије није објективно „тамо негде” у свету, већ је укорењен у искуствима људи. Ове категорије еволуирају као учени концепти света - значење није објективна истина већ субјективан конструкт, научен из искуства, а језик изниче из уземљења наших концептуалних система у дељеном телесном и утеловљеносном искуству. Нужна последица овога јест да концептуалне категорије (тј. лексикон) нису идентичне за све културе, или за индивидуум сваке поједине културе. Ово води до дебата као што су Сапир—Ворфова хипотеза или ескимска реч за снег.

## У математици и науци о рачунарству
Семантика се као појам користи у математици и науци рачунарства.

## У логици
Велики број формалних приступа семантици које су примијењене у лингвистици, математичкој логици и рачунарској науци воде поријекло од семантике логике, на коју су највише утицале идеје Алфреда Тарског  (Alfred Tarski) теорији модела и његова семантичка теорија истине. С друге стране, инференцијална семантика рола се развила након дјела Герхарда Генцена (Gerhard Gentzen) o теорији доказа и доказно-теоријској семантици.